# Cujuliapan
Cujuliapan är en ort i Mexiko.   Den ligger i kommunen José Azueta och delstaten Veracruz, i den sydöstra delen av landet, 400 km öster om huvudstaden Mexico City. Cujuliapan ligger 12 meter över havet och antalet invånare är 804.
Terrängen runt Cujuliapan är mycket platt. Runt Cujuliapan är det ganska glesbefolkat, med 48 invånare per kvadratkilometer. Närmaste större samhälle är Tesechoacan, 7,1 km söder om Cujuliapan. Trakten runt Cujuliapan består till största delen av jordbruksmark.